# 中村善之
中村 善之（なかむら よしゆき、1974年12月1日 - ）は、佐賀県出身の元プロ野球選手（投手）。右投両打。血液型はB型。

## 来歴・人物
佐賀県立佐賀工業高等学校を経て、新日本製鐵八幡へと進み、1997年のドラフト会議で読売ジャイアンツから6位指名を受け入団。本格派で、武器は、スライダー、カーブ、特にフォークボールが決め球だった。
しかし、一軍登板がないまま2000年に戦力外通告を受け現役を引退。
翌2001年から2007年まで巨人の打撃投手を務めた。退団後はもつ鍋店、焼肉店で修行し、2017年3月に横浜市都筑区にもつ鍋店「九州うまかもん 時乃屋」を開業した。

## 詳細情報

### 年度別投手成績
一軍公式戦出場なし

### 背番号
- 69 （1998年 - 2000年）
- 115 （2001年 - 2007年）